# NGC 6942
NGC 6942 (również PGC 65172) – galaktyka spiralna z poprzeczką (SB0-a), znajdująca się w gwiazdozbiorze Indianina. Odkrył ją John Herschel 9 czerwca 1836 roku.